# کوژیم
کوژیم (به لاتین: Kozhim) یک رود در روسیه است که در جمهوری کومی واقع شده‌است.